# Liste des épouses des chefs d'État soviétiques
Les épouses des chefs d'État de l'URSS étaient des personnalités de l’Union soviétique. Certaines jouaient un rôle médiatique et participaient régulièrement à des cérémonies officielles ou étaient associés au protocole et aux voyages diplomatiques[réf. nécessaire].

## Liste des épouses des chefs d'État soviétiques
| Nom                                   | Chef d'État           | Chef d'État                         |
| ------------------------------------- | --------------------- | ----------------------------------- |
| Ekaterina Kalinina (née Lorberg)      | Mikhaïl Kalinine      | 30 décembre 1922 – 19 mars 1946     |
| Maria Chvernik (née Oulazovskaïa)     | Nikolaï Chvernik      | 19 mars 1946 – 6 mars 1953          |
| Ekaterina Vorochilova (née Davidovna) | Kliment Vorochilov    | 15 mars 1953 – 7 mai 1960           |
| Viktoria Brejneva (née Denisova)      | Léonid Brejnev        | 7 mai 1960 – 15 juillet 1964        |
| Achkhen Mikoyan (née Tumanyan)        | Anastase Mikoyan      | 15 juillet 1964 – 9 décembre 1965   |
| Natalia Podgornaya (née Nazarova)     | Nikolaï Podgorny      | 9 décembre 1965 – 16 juin 1977      |
| Viktoria Brejneva (née Denisova)      | Léonid Brejnev        | 16 juin 1977 – 10 novembre 1982     |
| Tatiana Andropova (née Filipovna)     | Iouri Andropov        | 16 juin 1983 – 9 février 1984       |
| Anna Tchernenko (née Lioubimova)      | Konstantin Tchernenko | 11 avril 1984 – 10 mars 1985        |
| Lydia Gromyko (née Grinevitch)        | Andreï Gromyko        | 27 juillet 1985 – 1er octobre 1988  |
| Raïssa Gorbatcheva (née Titarenko)    | Mikhaïl Gorbatchev    | 1er octobre 1988 – 25 décembre 1991 |

Entre 1953 et 1964, Nina Khrouchtchev, bien que non mariée avec Nikita Khrouchtchev, joue un rôle de Première dame,.

## Sources
- (en) Cet article est partiellement ou en totalité issu de l’article de Wikipédia en anglais intitulé « Spouses of the heads of state of the Soviet Union » (voir la liste des auteurs).